# Agustín Saperes
Agustín Saperes o Saperas, más conocido como "El Caragol", guerrillero y militar absolutista español de la primera mitad del siglo XIX.

## Carrera
Soldado de Marina, durante el Trienio Constitucional. Desertó, organizó y comandó una partida de voluntarios realistas que actuó principalmente contra los liberales en la comarca de Montserrat y los Cingles de Bertí. Con el precedente de la revuelta de G. Bessières en agosto de 1825, e insatisfecho con el reglamento de 1826 para los cuerpos de Voluntarios Realistas, poco favorable a sus aspiraciones, el 25 de agosto de 1827 se pronunció con un Manifiesto que proclamaba la Guerra de los Agraviados (o malcontents, en catalán), pidiendo el retorno de la Inquisición entre otras medidas ultrarrealistas. En esa fecha estableció, junto a Josep Bussoms (Jep dels Estanys) y otros, la "Junta Suprema Provisional de Gobierno del Principado de Cataluña" en Manresa. Dominó una gran parte de la Cataluña interior: rápidamente fueron ocupados Vich, Cervera, Valls, Reus, Talarn y Puigcerdá, y permanecieron asediadas Cardona, Hostalrich, Gerona y Tarragona. Simultáneamente se agregaron grupos de revueltos en Aragón, el País Vasco, Córdoba y el Maestrazgo. El gobierno actuó con rapidez y decisión. El 14 de septiembre el marqués de Campo Sagrado era sustituido en la capitanía general de Cataluña por el conde de España, ahora nombrado jefe del ejército expedicionario, y el 18 Fernando VII anunció su viaje a Cataluña; el 23 el Conde de España estaba ya en Tortosa con sus tropas y el 28 el monarca y el conde entraron en Tarragona. La presencia del rey, el indulto concedido y el papel de la jerarquía eclesiástica facilitaron la campaña y Manresa se rindió sin lucha el 8 de octubre, y a continuación Cervera, Vich y Olot. Cuando todo el mundo pensaba en un trato benigno con los implicados, Fernando VII rechazó cualquier petición de gracia; nueve de los principales insurrectos fueron fusilados en Tarragona, mientras que unos trescientos fueron deportados a Ceuta.